# Aphaenogaster balcanica
Aphaenogaster balcanica is een mierensoort uit de onderfamilie Myrmicinae. De wetenschappelijke naam van de soort werd in 1898 gepubliceerd door Emery. Zoals deze wetenschappelijke naam doet vermoeden, komt deze soort voor op de Balkan.